# Erythrus championi
Erythrus championi är en skalbaggsart som beskrevs av White 1853. Erythrus championi ingår i släktet Erythrus och familjen långhorningar.
Artens utbredningsområde är:
- Laos.
- Taiwan.

Inga underarter finns listade i Catalogue of Life.